# (3215) Lapko
(3215) Lapko est un astéroïde de la ceinture principale.

## Description
(3215) Lapko est un astéroïde de la ceinture principale. Il fut découvert le 23 janvier 1980 à Naoutchnyï par Lioudmila Karatchkina. Il présente une orbite caractérisée par un demi-grand axe de 3,13 UA, une excentricité de 0,10 et une inclinaison de 7,2° par rapport à l'écliptique.

## Compléments